# Fontaines-d'Ozillac
Fontaines-d'Ozillac är en kommun i departementet Charente-Maritime i regionen Nouvelle-Aquitaine i västra Frankrike. Kommunen ligger  i kantonen Jonzac som ligger i arrondissementet Jonzac. År 2022 hade Fontaines-d'Ozillac 511 invånare.

## Befolkningsutveckling
Antalet invånare i kommunen Fontaines-d'Ozillac
Referens:INSEE